# Holzhausen (Homberg)
Holzhausen ist ein Stadtteil von Homberg (Efze) im nordhessischen Schwalm-Eder-Kreis.

## Geographische Lage
Der Ort liegt in Nordhessen etwa 1,5 km südöstlich der Altstadt von Homberg, ist aber schon lange mit der Kernstadt zusammengewachsen. Der Ort befindet sich an den nördlichen Ausläufern des Knüllgebirges. Durch den Ort fließt die Efze. Die Bundesstraße 323 verläuft im Nordosten an Holzhausen vorbei. Im Süden am Rand des Ortes liegt das Gelände einer ehemaligen Eisenhütte.

## Geschichte

### Ortsgeschichte
Die älteste bekannte schriftliche Erwähnung des Orts erfolgte um das Jahr 800 unter dem Namen Holzhusun im Urkundenbuch des Reichsklosters Herdfeld. Das Kloster Fulda hatte Besitzungen im Ort. Noch bis in die Neuzeit hatten eine Vielzahl von weltlichen und geistlichen Herren im Dorf Eigentums- und Einkommensrechte. Darunter waren die Klöster und Stifte Fulda, Hersfeld, Spieskappel, Fritzlar, Homberg und Eppenberg, die Herren von Holzheim, von Falkenberg, von Löwenstein-Westerburg, von Wildungen, von Felsberg, von Bischofferode, von Baumbach, von Elben u. a., sowie die Landgrafen von Hessen bzw. Hessen-Kassel und verschiedene Ministeriale derselben.
Ein Ortspfarrer (Pleban) ist im Jahre 1244 erstmals erwähnt. Der Priester Hermann Ciriacus wurde nach der Einführung der Reformation in Hessen durch Landgraf Philipp im Jahre 1526 der erste evangelische Pfarrer in Holzhausen; er predigte noch bis 1557. Von 1890 bis 1892 wurde die neugotische Kirche erbaut.
Das Dorf litt, wie ganz Nordhessen, im Dreißigjährigen Krieg erheblichen Schaden, der sich auch in der Einwohnerentwicklung spiegelte. In den Jahren 1575 und 1585 wurden im Dorf jeweils 30 Hausgesesse und vor dem Dreißigjährigen Krieg noch 20 „Mannschaften“ gezählt, aber schon 1639 waren es nur noch 9 verheiratete und 4 verwitwete Hausgesesse. Im 18. Jahrhundert begann die Einwohnerzahl dann schnell anzusteigen, was zu einem erheblichen Teil mit der Ansiedlung der Eisenindustrie zusammenhing: 1747 gab es bereits 46 Hausgesesse. Danach ging es stetig weiter aufwärts. Von 348 Einwohnern im Jahre 1748 stieg die Zahl auf 652 im Jahre 1834 und auf 800 im Jahre 1925. Nach dem Zweiten Weltkrieg erreichte die Einwohnerzahl durch den Zuzug von Heimatvertriebenen mit 1136 im Jahre 1950 einen Höchststand, sank dann durch allmähliche Abwanderung aber wieder ab. Schon 1961 waren es nur noch 941 Einwohner, und als mit der Schließung des Eisenwerks 1967 rund 180 Arbeitsstellen verschwanden, führte dies auch zu einem starken Rückgang der Dorfbevölkerung.

### Das Eisenwerk
Das Dorf war bis weit ins 18. Jahrhundert landwirtschaftlich geprägt, aber bereits im 17. Jahrhundert ist die Verhüttung von bei Mardorf abgebauten Brauneisenerzen in Holzhausen nachgewiesen, und im Jahre 1737 wurde die Eisengießerei von Mardorf nach Holzhausen verlegt. Bekannt sind vor allem die Ofenplatten aus Holzhausen, von denen einige heute im Homberger Heimatmuseum zu sehen sind. 1873 übernahm der in diesem Jahre gegründete Warsteiner Gruben- und Hüttenverein die Eisengießerei, stellte aber den mit Holzkohle betriebenen Hochofenbetrieb in Holzhausen wegen Unwirtschaftlichkeit schon 1881 ein. Das Eisenwerk beschäftigte bis zum Ersten Weltkrieg etwa 160 Menschen, kam aber nach dem Krieg nicht recht aus wirtschaftlichen Schwierigkeiten heraus. In den letzten Jahren des Zweiten Weltkriegs wurden auf dem Werksgelände Flugzeugmotoren der Kasseler Henschelwerke montiert. Nach dem Zweiten Weltkrieg wurde der Betrieb 1946/47 wieder aufgenommen; hergestellt wurden nun emaillierte Badewannen, Kohleöfen, Kanalguss und Tränkebecken. Anfang der 1960er Jahre waren insgesamt rund 250 Menschen in der Gießerei, dem Emaillierwerk, den Werkstätten und dem Montagebetrieb beschäftigt, aber schon 1967 stellte die Warsteiner Eisenwerke AG ihren Betrieb ein und kündigte den noch verbliebenen 180 Mitarbeitern in Holzhausen. Das Gelände befindet sich heute im Besitz einer Firma, die dort Armaturen herstellt. Die Gebäude des alten Eisenwerks wurden Mitte der 1990er Jahre abgebrochen, um einer neuen Montagehalle Platz zu machen.

### Hessische Gebietsreform (1970–1977)
Zum 1. Februar 1971 wurde die bis dahin selbständige Gemeinde Holzhausen im Zuge der Gebietsreform in Hessen auf freiwilliger Basis als Stadtteil der Stadt Homberg, Bezirk Kassel, heute Homberg (Efze), eingegliedert.
Für Holzhausen, wie für die in der Kreisstadt Homberg (Efze) eingegliederten Gemeinden, wurde je ein Ortsbezirk mit Ortsbeirat und Ortsvorsteher nach der Hessischen Gemeindeordnung gebildet.

## Bevölkerung

### Einwohnerstruktur 2011
Nach den Erhebungen des Zensus 2011 lebten am Stichtag, dem 9. Mai 2011, in Holzhausen 660 Einwohner. Darunter waren 24 (= 3,6 %) Ausländer.
Nach dem Lebensalter waren 111 Einwohner unter 18 Jahren, 261 zwischen 18 und 49, 144 zwischen 50 und 64 und 144 Einwohner waren älter. Die Einwohner lebten in 279 Haushalten. Davon waren 75 Singlehaushalte, 81 Paare ohne Kinder und 93 Paare mit Kindern, sowie 21 Alleinerziehende und 9 Wohngemeinschaften. In 66 Haushalten lebten ausschließlich Senioren und in 174 Haushaltungen lebten keine Senioren.

### Einwohnerentwicklung
| Quelle: Historisches Ortslexikon |                                                     |
| • um 1490:                       | 15 wehrhafte Männer (3 Pflüge, 15 Fastnachtshühner) |
| • 1639:                          | 9 verheiratete, 4 verwitwete Hausgesesse            |
| • ca. 1615                       | 20 Mannschaft (vor dem Dreißigjährigen Krieg)       |
| • 1742:                          | 54 1/2 Häuser.                                      |
| • 1747:                          | 46 Hausgesesse                                      |
| • 1748:                          | 348 Einwohner.                                      |

| Holzhausen: Einwohnerzahlen von 1834 bis 2015 | Holzhausen: Einwohnerzahlen von 1834 bis 2015 | Holzhausen: Einwohnerzahlen von 1834 bis 2015 | Holzhausen: Einwohnerzahlen von 1834 bis 2015 | Holzhausen: Einwohnerzahlen von 1834 bis 2015 |
| --- | --------------------------------------------- | --------------------------------------------- | --------------------------------------------- | --------------------------------------------- |
| Jahr |                                               |                                               |                                               | Einwohner                                     |
| 1834 | 1834                                          |                                               | 652                                           | 652                                           |
| 1840 | 1840                                          |                                               | 692                                           | 692                                           |
| 1846 | 1846                                          |                                               | 663                                           | 663                                           |
| 1852 | 1852                                          |                                               | 689                                           | 689                                           |
| 1858 | 1858                                          |                                               | 681                                           | 681                                           |
| 1864 | 1864                                          |                                               | 670                                           | 670                                           |
| 1871 | 1871                                          |                                               | 683                                           | 683                                           |
| 1875 | 1875                                          |                                               | 688                                           | 688                                           |
| 1885 | 1885                                          |                                               | 699                                           | 699                                           |
| 1895 | 1895                                          |                                               | 673                                           | 673                                           |
| 1905 | 1905                                          |                                               | 684                                           | 684                                           |
| 1910 | 1910                                          |                                               | 718                                           | 718                                           |
| 1925 | 1925                                          |                                               | 800                                           | 800                                           |
| 1939 | 1939                                          |                                               | 757                                           | 757                                           |
| 1946 | 1946                                          |                                               | 1.154                                         | 1.154                                         |
| 1950 | 1950                                          |                                               | 1.136                                         | 1.136                                         |
| 1956 | 1956                                          |                                               | 1.018                                         | 1.018                                         |
| 1961 | 1961                                          |                                               | 941                                           | 941                                           |
| 1967 | 1967                                          |                                               | 977                                           | 977                                           |
| 1980 | 1980                                          |                                               | ?                                             | ?                                             |
| 1990 | 1990                                          |                                               | ?                                             | ?                                             |
| 2000 | 2000                                          |                                               | ?                                             | ?                                             |
| 2011 | 2011                                          |                                               | 660                                           | 660                                           |
| 2015 | 2015                                          |                                               | 749                                           | 749                                           |
| Datenquelle: Historisches Gemeindeverzeichnis für Hessen: Die Bevölkerung der Gemeinden 1834 bis 1967. Wiesbaden: Hessisches Statistisches Landesamt, 1968. Weitere Quellen: ; Zensus 2011; Stadt Homberg (Efze) |                                               |                                               |                                               |                                               |

### Historische Religionszugehörigkeit
| Quelle: Historisches Ortslexikon |                                                                     |
| • 1861:                          | alle Einwohner evangelisch-reformierte                              |
| • 1885:                          | 696 evangelische (= 99,57 %), drei katholische (= 0,43 %) Einwohner |
| • 1961:                          | 798 evangelische (= 84,80 %), 132 katholische (= 14,03 %) Einwohner |

### Historische Erwerbstätigkeit
| Quelle: Historisches Ortslexikon | |
| • 1961:                          | Erwerbspersonen: 96 Land- und Forstwirtschaft, 243 Produzierendes Gewerbe, 39 Handel und Verkehr, 40 Dienstleistungen und Sonstiges. |

## Politik
Für Holzhausen besteht ein Ortsbezirk (Gebiete der ehemaligen Gemeinde Holzhausen) mit Ortsbeirat und Ortsvorsteher nach der Hessischen Gemeindeordnung. Der Ortsbeirat besteht aus neun Mitgliedern.
Bei den Kommunalwahlen in Hessen 2021 betrug die Wahlbeteiligung zum Ortsbeirat Holzhausen 47,08 %. Alle Kandidaten gehörten der „Freien Wählergemeinschaft Holzhausen“ an. Der Ortsbeirat wählte Wolfgang Knorr zum Ortsvorsteher.

## Persönlichkeiten
- Andreas Dickhaut (1816–1868), Bürgermeister in Amöneburg und Mitglied der kurhessischen Ständeversammlung
- Carl Hansmann (1852–1917), Pionier der Osteosynthese, in Holzhausen geboren
- Heinrich Wittich (1865–1943), Politiker (SPD) und Mitglied des Preußischen Landtags
- Heinz Jost (1904–1964), SS-Brigadeführer und Generalmajor der Polizei sowie Amtschef im SD-Hauptamt und Kriegsverbrecher
- Adolf Schmidt (1925–2013), Gewerkschafter und Politiker, Abgeordneter des Deutschen Bundestages